# Glewitz
Glewitz település Németországban, Mecklenburg-Elő-Pomeránia tartományban. Lakosainak száma 541 fő (2023. december 31.).

## Népesség
A település népességének változása:
| Lakosok száma | 529  | 535  | 549  | 564  | 541  |
|               | 2017 | 2019 | 2021 | 2022 | 2023 |